# Décès en 1909
Décès
- 1905
- 1906
- 1907
- 1908
- 1909
- 1910
- 1911
- 1912
- 1913

Cette page dresse une liste de personnalités mortes au cours de l'année 1909.
Pour une information complémentaire, voir la page d'aide.
La liste des décès est présentée dans l'ordre chronologique.
La liste des personnes référencées dans Wikipédia est disponible dans la page de la Catégorie:Décès en 1909

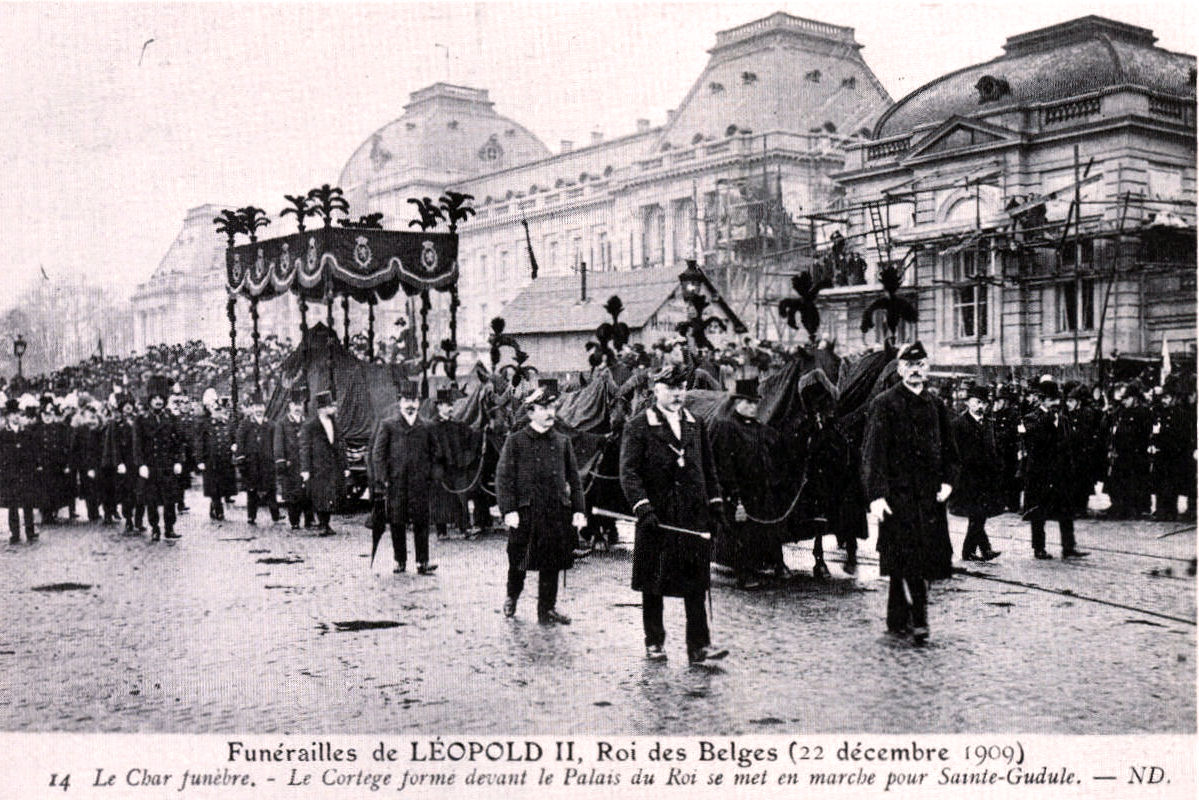
22 décembre : funérailles de Léopold II de Belgique

## Janvier
- 1er janvier :
  - Nikolaï Karazine, homme de lettres et peintre russe (° 9 décembre 1842).
  - Jean-Baptiste Jules Trayer, peintre français (° 20 août 1824).
- 3 janvier : Joseph Trévoux, peintre français (° 26 janvier 1831).
- 15 janvier :
  - Eva Bonnier: peintre paysagiste, portraitiste et philanthrope suédoise (° 17 novembre 1857).
  - Ernest Reyer, compositeur français (° 1er décembre 1823).
- 17 janvier : Agathon Meurman, fennomane, journaliste et homme politique finlandais (° 9 octobre 1826).
- 27 janvier :
  - Constant Coquelin, comédien français (° 23 janvier 1841).
  - Léon Becker, peintre et naturaliste belge (° 1826).
- 29 janvier : Wilfred Hudleston Hudleston, (né Simpson), géologue britannique (° 2 juin 1828).

## Février
- 7 février : Catulle Mendès, écrivain français (° 22 mai 1841).
- 8 février : Mieczysław Karłowicz, compositeur polonais (° 11 décembre 1876).
- 14 février : Elsie Low, botaniste et enseignante néo-zélandaise (° 25 juillet 1875).
- 17 février :
  - Geronimo, chef indien de la tribu des Apaches Chiricahua, établi aux États-Unis (° 16 juin 1829).
  - Céleste Mogador, danseuse français (° 27 décembre 1824).
- 18 février : Robert Hausmann,violoncelliste allemand (° 13 août 1852).
- 20 février : Paul-Élie Ranson, peintre et graveur nabi français (° 29 mars 1861).
- 26 février : Raymond Balze, peintre et pastelliste français (° 4 mai 1818).

## Mars
- 2 mars : Henriëtte Ronner-Knip, peintre belgo-néerlandaise (° 31 mai 1821).
- 4 mars : Alexandre Charpentier, sculpteur, médailleur, ébéniste et peintre français (° 10 juin 1856).
- 8 mars : Guido Carmignani, peintre italien (° 23 janvier 1838).
- 15 mars : Victor Vignon, peintre paysagiste et graveur français (° 25 décembre 1847).
- 16 mars : Auguste Nayel, sculpteur français (° 16 mai 1845).
- 25 mars : Ruperto Chapí, compositeur espagnol, essentiellement de zarzuelas (° 27 mars 1851).
- 27 mars : Marius Jouve, félibre et peintre français (° 1843).
- 30 mars : François Reynaud, peintre et dessinateur français (° 12 août 1825).

## Avril
- 3 avril : Louis Le Poittevin, peintre français (° 23 mai 1847).
- 7 avril : Henri Zuber, peintre paysagiste français (° 24 juin 1844).
- 8 avril : Helena Modjeska, actrice polonaise (° 12 octobre 1844).
- 12 avril : Bartolomeo Giuliano, peintre italien (° 15 août 1825).
- 14 avril : Miguel Juárez Celman, avocat et homme politique argentin (° 29 septembre 1844).
- 16 avril : Ivan Pranishnikoff, peintre, illustrateur et archéologue russe (° 3 mai 1841).

## Mai
- 7 mai : Joachim Andersen, chef d'orchestre et compositeur danois (° 29 avril 1847).
- 10 mai : Félix-Henri Giacomotti, peintre français d'origine italienne (° 19 novembre 1828).
- 16 mai : Henri Patrice Dillon, peintre, illustrateur et lithographe français d'origine irlandaise (° 28 novembre 1850).
- 18 mai : Isaac Albéniz, pianiste et compositeur espagnol (° 29 mai 1860).
- 24 mai : Émile Michel, peintre et critique d'art français (° 19 juillet 1828).
- 25 mai : Guillaume Dubufe, peintre et illustrateur français (° 16 mai 1853).
- ? mai : Henri-Louis Dupray, peintre, graveur et illustrateur français (° 3 novembre 1841).

## Juin
- 1er juin :
  - Alfred Casile, peintre français (° 9 février 1848).
  - Giuseppe Martucci, compositeur, chef d'orchestre, professeur et pianiste italien (° 6 janvier 1856).
- 5 juin : Eugène Victor Bourgeois, peintre français (° 5 juin 1855).
- 7 juin :
  - Marama Teururai, prince polynésien, membre de la famille royale de Huahine (° 17 décembre 1851).
  - Fritz Overbeck, peintre allemand (° 15 septembre 1869).
- 14 juin : Witold Wojtkiewicz, peintre polonais (° 29 décembre 1879).
- ? juin : Jean-Baptiste Noro, peintre et anarchiste français (° 11 septembre 1841).

## Juillet
- 9 juillet : Willy Hamacher, peintre allemand  (° 10 juillet 1865).
- 12 juillet : Gustave Jacquet, peintre français (° 25 mai 1846).
- 18 juillet : Charles de Bourbon, duc de Madrid, aîné des Capétiens et chef de la maison de France (° 1848).
- 23 juillet : Frederick Holder, homme politique australien (° 12 mai 1850).
- 31 juillet : Fazlollâh Nuri, ayatollah chiite iranien (° 27 novembre 1843).

## Août
- 9 août : Ernest Montaut, peintre, affichiste et dessinateur français (° 7 novembre 1878).
- 11 août : Cheche (José Marrero Bez), matador mexicain (° 19 mars 1870).
- 13 août : Annibale Gatti, peintre italien (° septembre 1828).
- 15 août : Isidore Bakanja, catéchiste, bienheureux et martyr 1885.

## Septembre
- 22 septembre : Nikolaï Mourachko, professeur d'art et peintre réaliste russe (° 20 mai 1844).

## Octobre
- 6 octobre : Dudley Buck, compositeur, organiste et écrivain musical américain (° 10 mars 1839).
- 7 octobre : Henri Bellery-Desfontaines, peintre français, illustrateur, graveur, lithographe, affichiste, créateur de caractères, architecte et décorateur de la période de l'Art nouveau (° 20 mars 1867).
- 13 octobre :  
  - Julius Ruthardt, violoniste et compositeur allemand (° 13 décembre 1841).
  - Francisco Ferrer, pédagogue libertaire (° 10 janvier 1859).
- 19 octobre : Carel de Nerée tot Babberich, dessinateur, peintre et écrivain néerlandais (° 18 mars 1880).
- 22 octobre : Vassili Petrovitch Verechtchaguine, peintre d'histoire et de portrait russe (° 13 janvier 1835).
- 23 octobre : Maxime Dastugue, peintre français (° 11 juin 1851).
- 26 octobre : Hirobumi Itō, homme politique japonais (° 16 octobre 1841).

## Novembre
- 3 novembre : Albert-Auguste Fauvel, explorateur et naturaliste français (° 7 novembre 1851).
- 8 novembre : Charles Bordes, professeur et compositeur français (° 12 mai 1863).
- 10 novembre : Ludvig Schytte, pianiste et compositeur danois (° 28 avril 1848).
- 14 novembre : Ramón Lorenzo Falcón, militaire, homme politique et commissaire de police argentin (° 30 août 1855).
- 15 novembre : Alfred Le Petit, peintre, caricaturiste et photographe français (° 8 juin 1841).
- 24 novembre : Edmond Lempereur, peintre, illustrateur et graveur français (° 4 janvier 1909).

## Décembre
- 9 décembre : Hermann von Kaulbach, peintre allemand (° 26 juillet 1846).
- 10 décembre : Red Cloud, dernier grand chef sioux (° 1822).
- 15 décembre : Francisco Tárrega, guitariste et un compositeur espagnol (° 21 novembre 1852).
- 16 décembre : Marquis de Alta Villa, écrivain, avocat, musicien, musicologue, journaliste, escrimeur, tireur sportif et éditeur de presse espagnol (° 28 avril 1845).
- 17 décembre : Léopold II de Saxe-Cobourg-Gotha, deuxième roi des Belges (° 9 avril 1835).
- 21 décembre : Charles-Louis Philippe,  écrivain français (° 4 août 1874).
- 24 décembre : Nicolaas Pierson, économiste et homme politique néerlandais (° 7 février 1839).
- 26 décembre : Frederic Remington, peintre, dessinateur et sculpteur américain (° 4 octobre 1861).
- 28 décembre : Théophile-Narcisse Chauvel, peintre, graveur, lithographe et photographe français (° 2 avril 1831).

## Date inconnue
- - Léonide Bourges, peintre française (° 22 janvier 1838).
  - Henri-Joseph Dubouchet, peintre et graveur français (° 28 mars 1833).
  - Rodolfo Morgari, peintre italien (° 1827).
  - Jean-Baptiste Jules Trayer, peintre de genre français (° 1824).